# Evelin Jahl
Evelin Jahl (née: Schlaak; Annaberg-Buchholz, 28 de março de 1956) é uma ex-atleta alemã bicampeã olímpica do lançamento de disco, a única a ter este título nesta modalidade até hoje.
Competindo pela então Alemanha Oriental, conquistou a medalha de ouro em Montreal 1976, aos 20 anos, derrotando a favorita e então recordista mundial Faina Melnyk, da União Soviética, campeã olímpica em Munique 1972, com um recorde olímpico de 69,00 m.  Em 1978, venceu o Campeonato Europeu de Atletismo em Praga e estabeleceu novo recorde mundial em Dresden – 70,72 m. Dois anos depois, em Moscou 1980, ganhou novamente a medalha de ouro, com a marca de 69,96 m, novo recorde olímpico.
Jahl retirou-se do esporte após uma lesão em 1982 e assumiu um cargo comissionado de administração na associação de atletismo da República Democrática da Alemanha. No total de sua carreira, além dos títulos olímpicos ela foi hexacampeã alemã (1976–81) e quebrou por duas vezes o recorde mundial do lançamento de disco.